# Музеј Беджиха Сметане
Музеј Беджиха Сметане (чеш. Muzeum Bedřicha Smetany) у Прагу је музеј који је посвећен животу и делу познатог чешког композитора Беджиха Сметане (1824 - 1884). Налази се у центру Прага у малом издвојеном блоку зграда одмах поред Карловог моста на десној обали реке Влтаве у Старом граду. Основан је 12. маја 1936. године.

## Историјат
Музеј Беджиха Сметане основан је у неоренесансној згради са погледом на реку Влтаву, Карлов мост, као и на Прашки замак. Зграду је пројектовао и подигао 1983-1984. истакнути архитекта Антоњин Вил и првобитно је служила као водени торањ у другом делу 19. века. Зграфито декор на фасади креирали су сликари Миколас Алеш и Франтишек Женишек, познати и по осликавању фоајеа Народног позоришта. Детаљ северног штита приказује сцену борбе између шведских освајача и бранилаца Прага на Карловом мосту на крају Тридесетогодишњег рата.
Испред музеја је споменик Беджиху Сметани, рад вајара Јозефа Малејовског.
Група од десет млинова постојала је овде око 1396. Године 1489. овде је изграђен дрвени водоторањ, који је неколико година касније обновљен од камена. Касније су се млинови претворили у зграде које видимо данас – клуб Karlovy lázně, Клуб техничара – некадашња зграда Чехословачког научног и технолошког друштва, ресторани. У некадашњем староградском водоторњу основан је Сметанин музеј. Од музеја до Карловог моста изграђена је пасарела, названа по воденичару Карлу Новотном који је био задужен за изградњу гвоздене пасареле.

### Оснивање и управљање
Музеј Беджиха Сметане основало је 1926. године Друштво за подизање споменика Беджиху Сметани у Прагу (од 1931. Друштво Беджих Сметана). Од својих почетака прикупљало је грађу за своју збирку, документујући не само живот и рад Сметане, већ и његово време и судбину његових дела у земљи и иностранству од 19. века до данас. Збирка је првобитно била депонована на Одељењу за музикологију Карловог универзитета, пошто је зграда у којој је смештен музеј обезбеђена тек 1935. Музеј Беджиха Сметане, са сталном поставком, отворен је за јавност 12. маја 1936. године, уз присуство бившег председника Чехословачке Едварда Бенеша.
Од 1952. музеј је постао самостална институција. Између 1958. и 1975. био је под управом Меморијала националне књижевности, али је 1976. пребачен, као део новооснованог Чешког музичког музеја, и уједињен са Народним музејом. Првобитна изложба замењена је новом поставком 1964. Садашња изложба о животу и делу Беджиха Сметане отворена је 1998. године.

## Поставка музеја
Поставка се састоји од четири тематска дела, од којих се први бави Сметаниним детињством у Литомишлу и његовим адолесценцијом, образовањем и уметничким почецима у Прагу. Прва секција се бави и његовим радом као наставником музике у Гетеборгу и концертним турнејама у Немачкој и Холандији. У другом делу разматра се Сметанино активно учешће у друштвеном и културном животу у Прагу између 1862. и 1874. године. Овај период чини важан део његовог рада као шефа опере у Прашком Привременом позоришту. У својим педесетим годинама, композитор је изгубио слух због дуготрајних здравствених проблема, али те препреке га нису спречиле да настави да ствара музику. Последње године провео је у земљи, период који чини трећи део изложбе. Неконвенционална инсталација у овом делу састоји се од посебних музичких постоља. Са ласерском палицом могу да се користе за слушање одломака из Сметанине музике, са диригентског подијума. Четврта тема садржи композиторову преписку и дневнике, као и значајне рукописе. Изложени су и оригинални портрети Сметане и његове породице, као и лични предмети, укључујући маестров клавир.
Сметана је био водећи чешки композитор у време када је чешком национализму било дозвољено да се изрази посредством уметности, у којој је дуго доминирао званични језик, немачки. Чешки народ је трагао за својим националним идентитетом и по први пут је имао прилику да изводи представе и опере на чешком језику. Оличење овог покрета било је Народно позориште које је отворено новембра 1883. године извођењем специјално написане Сметанине опере Либуше, која се бави легендарном причом о оснивању Прага. Његових шест симфонијских песама Má vlast (Моја земља) описују различите аспекте његове домовине: њену природу и легенде. Друга од ових тонских песама, Влтава, је посебно популарна. Главна мелодија се емитује преко разгласа на главној железничкој станици у Прагу.

### Колекције
- Збирка Бедриха Сметане

Основа је Сметанино власништво, купљено 1928. године и наредних година систематски допуњено новим материјалом. Садржи аутографе већине Сметаниних композиција, његову преписку, документе, часописе и рукописе, његове цртеже, личне успомене и трофеје, портрете и друге материјале који документују композиторов живот и рад.
- Збирка фотографија

Садржи скоро 29.000 фотографија, негатива и слајдова. Збирка обухвата фотографије Беджиха Сметане, чланова његове породице, њихових потомака и шире породице; такође портрете Сметаниних савременика и пријатеља, посебно музичара, као и промотера, научника; и фото-документацију за изложбе и предавања.
- Уметничка збирка

Укључује: графике, слике и скулптуре повезане са Сметаном и његовим радом; портрете значајних личности 19. века; преко сто предмета везаних за Праг; збирку разгледница са темом Продане невесте; марке са портретом Беджиха Сметане; конкурсни дизајн за композиторове меморијале.
- Тродимензионални објекти

Ова колекција обухвата пригодне новчиће, медаље, плакете, значке, новчанице, предмете личне употребе, успомене на чланове породице Сметана и његове савременике, комплет стакла и порцелана са мотивима Продане невесте, намештај, кућни прибор и позоришне костиме из Прашког Привременог позоришта и Народног позоришта.
- Сценографија

Ова колекција садржи сценске и костимографске дизајне за Сметанине опере. Нацрти су рађени за представе у Народном позоришту, као и за регионална позоришта и она у иностранству. Креатори су били уметници, од којих су неки, попут Ф. Киселе и К. Сволинског, оставили неизбрисив траг у историји постављања Сметаниних дела.
- Рукописи и графике у вези са музиком

Фонд садржи преко 5.000 комада преписке и других писаних и штампаних докумената различитог садржаја и карактера. Тичу се Сметанине породице, пријатеља, савременика, музичара и промотера. Обухвата документе који се односе на Сметанин музеј и Друштво Б. Сметана, израду и издавање Сметаниних дела и друго.
- Штампани документи

Овде се налазе документи везани за инсценацију Сметаниних дела од 19. века до данас; програме, плакате и позоришне натписе који документују продукцију његових дела у земљи и иностранству. Најбројнији су позоришни натписи за Сметанине опере постављене у Народном позоришту, а значајан је и материјал који се односи на инострану продукцију његових дела.
- Либрета

Овај одељак садржи чешка и страна издања либрета Сметаниних опера, од 19. века до данас; посебно, либрето за Продану невесту преведен на многе европске језике. Ту су и либрета чешких и страних опера као примери савременог репертоара прашких оперских кућа.
- Аудио и видео архива

Овде се налазе снимци Сметаниних дела на грамофонским плочама и компакт дисковима и аудио-визуелни записи на видео траци и ДВД-у. Међу највреднијим предметима су винили са историјским снимцима Сметаниних дела.
- Секција за резултате

Садржи различита издања Сметаниних композиција, укључујући инструменталне транскрипције, од првих издања (од којих многа датирају из Сметаниног живота) до данас. Ту су и штампани и рукописи дела других композитора (набављени од његових савременика и музичара и истраживача који се баве Сметаном), и композиције посвећене Сметани или инспирисане његовим делом.
Библиотека садржи скоро 5.000 књига и часописа, који датирају од 19. века до данас. Поред наслова који представљају ширу културу Чешке и Европе, опште музиколошке литературе и литературе која се односи на Сметану, укључује књиге из оригиналне библиотеке Беджиха Сметане.